# Phaeogenes eguchii
Phaeogenes eguchii är en stekelart som beskrevs av Tohru Uchida 1935. Phaeogenes eguchii ingår i släktet Phaeogenes och familjen brokparasitsteklar. Inga underarter finns listade i Catalogue of Life.